# Find The Answer
『Find The Answer』（ファインド ジ アンサー）は、日本の男性アイドルグループ・嵐の通算54枚目となるシングル。2018年2月21日にジェイ・ストームから発売された。

## 概要
- 前作「Doors〜勇気の軌跡〜」から約3ヶ月振りのシングル。
- 初回限定盤、通常盤の2種類で発売。
- 表題曲は、メンバーの松本潤が主演を務めるTBS系日曜劇場『99.9-刑事専門弁護士- SEASON II』の主題歌。J Storm公式サイトでは「ドラマの登場人物の姿にも重なるような、質実で力強く、未来への爽快感もあるアップテンポな楽曲」と紹介されている[2]。ドラマ第1話放送時に初公開となった[3]。2018年2月15日放送のフジテレビ系『VS嵐』でテレビ初披露された[4]。
  - 上記ドラマの続編であり、嵐の活動休止後である2021年12月に公開された映画『99.9-刑事専門弁護士-THE MOVIE』でも表題曲が引き続き主題歌として採用された。
- 通常盤に収録される「白が舞う」は、日本テレビ系ピョンチャン2018オリンピックのテーマソング。番組のスペシャルキャスターはメンバーの櫻井翔が務める。J Storm公式サイトでは、「4年に1度の華やかな大舞台に挑むアスリート、ひいては挑戦し続ける人々の勇気を奮い立たせるような、力強さ、そして優しさに満ちた楽曲」と紹介されている。[2]2018年2月17日放送の日本テレビ系『嵐にしやがれ』でテレビ初披露された。[5]

## チャート成績
初週395,205枚を売り上げ、2月27日付のオリコン週間シングルチャート首位を獲得。オリコンシングルチャートの首位獲得は43作連続通算50作目。通算首位獲得数はB'zの49作を上回り歴代1位となった。本シングルが首位を獲得した事によって、「シングル連続首位獲得年数」を2004年の『PIKA★★NCHI DOUBLE』から15年連続を記録した。男性歌手として15年連続の記録は、KinKi Kids（1997-2011年）以来。

## 収録曲

### CD

#### 通常盤
1. Find The Answer
作詞：HIKARI、作曲：7th Avenue, HIKARI、編曲：metropolitan digital clique
  - 松本潤主演 TBS系日曜劇場『99.9-刑事専門弁護士- SEASON Ⅱ』主題歌
  - 松本潤主演 映画『99.9-刑事専門弁護士-THE MOVIE』主題歌[6]
2. Circle
作詞：paddy、作曲：今井了介, 前田佑、編曲：吉岡たく
3. Bounce Beat
作詞：IROCO-STAR、作曲：Henrik Nordenback, Christian Fast, Samuel Waermo、編曲：Henrik Nordenback
4. 白が舞う
作詞：Funk Uchino、作曲：Erik Lidbom, eltvo、編曲：Erik Lidbom
  - 日本テレビ系「ピョンチャン2018オリンピック」テーマソング
5. Find The Answer（オリジナル・カラオケ）
6. Circle（オリジナル・カラオケ）
7. Bounce Beat（オリジナル・カラオケ）
8. 白が舞う（オリジナル・カラオケ）

#### 初回限定盤
1. Find The Answer
2. 街角の恋人たち
作詞：Goro.T、作曲：Kevin Charge, Ricky Hanley, Carlos Okabe, Saw Arrow、編曲：石塚知生
3. 街角の恋人たち（オリジナル・カラオケ）

### DVD
※初回限定盤のみ
1. 「Find The Answer」ビデオ・クリップ+メイキング

## 収録アルバム
- 5×20 All the BEST!! 1999-2019（#1）
- ウラ嵐BEST 2016-2020（初回限定盤#2, 通常盤#2 - 4）

## 映像作品
Find The Answer
- ARASHI Anniversary Tour 5×20